# August Progel
August Progel (24 de marzo de 1829-20 de septiembre de 1889) fue un briólogo, y botánico alemán.

## Algunas publicaciones

### Libros
- 1882. Flora des Amtsbezirkes Waldmünchen. Volumen 1. 148 pp.
- august Progel, august wilhelm Eichler, stephan Endlicher, ed Fenzl, carl friedrich philipp von Martius, ignaz Urban. 1877. Oxalideae, Geraniaceae, Vivianiaceae. Volumen 12 de Flora brasiliensis. Ed. Oldenbourg
- 1868. Loganiaceae. Volumen 6, Parte 1 de Flora Brasiliensis. 328 pp.

## Eponimia
Especies
- (Connaraceae) Rourea progeliana Kuhlm.[1]
- (Loganiaceae) Strychnos progeliana Krukoff & Barneby[2]
- (Oxalidaceae) Oxalis progelii R.Knuth[3]
- (Rosaceae) Rubus progelii Sabr.[4]